# Kvarndammen (Sandhems socken, Västergötland)
Kvarndammen är en sjö i Mullsjö kommun i Västergötland och ingår i Göta älvs huvudavrinningsområde. I söder ligger fördämningen som dämt upp Sandhemssjöns utflöde Svartån och en kvarnbyggnad. Sydväst om Kvarndammen ligger Tunarps säteri med ridkurser och boende.